# Ultima GTR
Ultima GTR — британський спортивний автомобіль підкласу суперкар, що вироблявся компанією Ultima Sports з 1999 до початку 2015 року.

## Опис

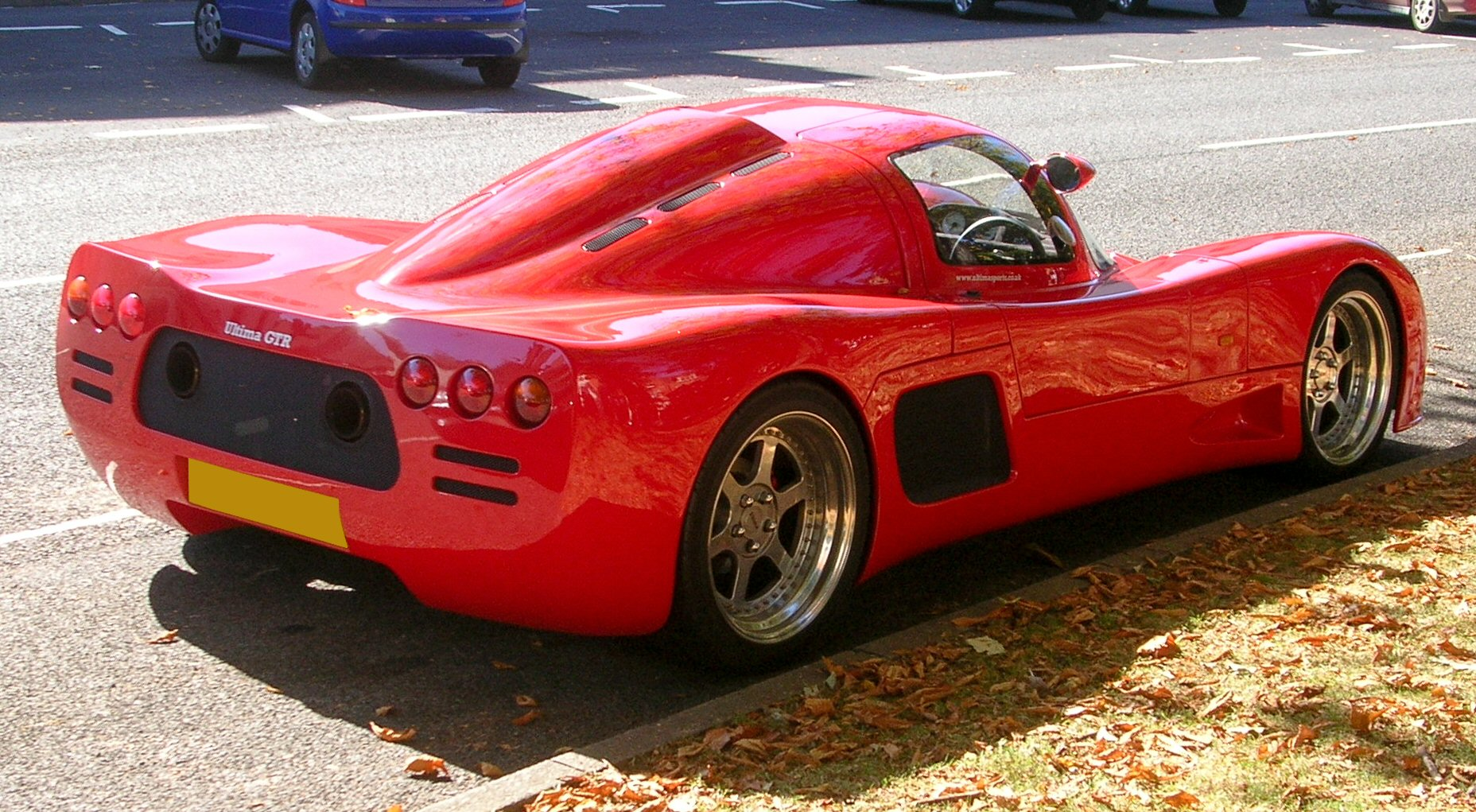
Ultima GTR 2005

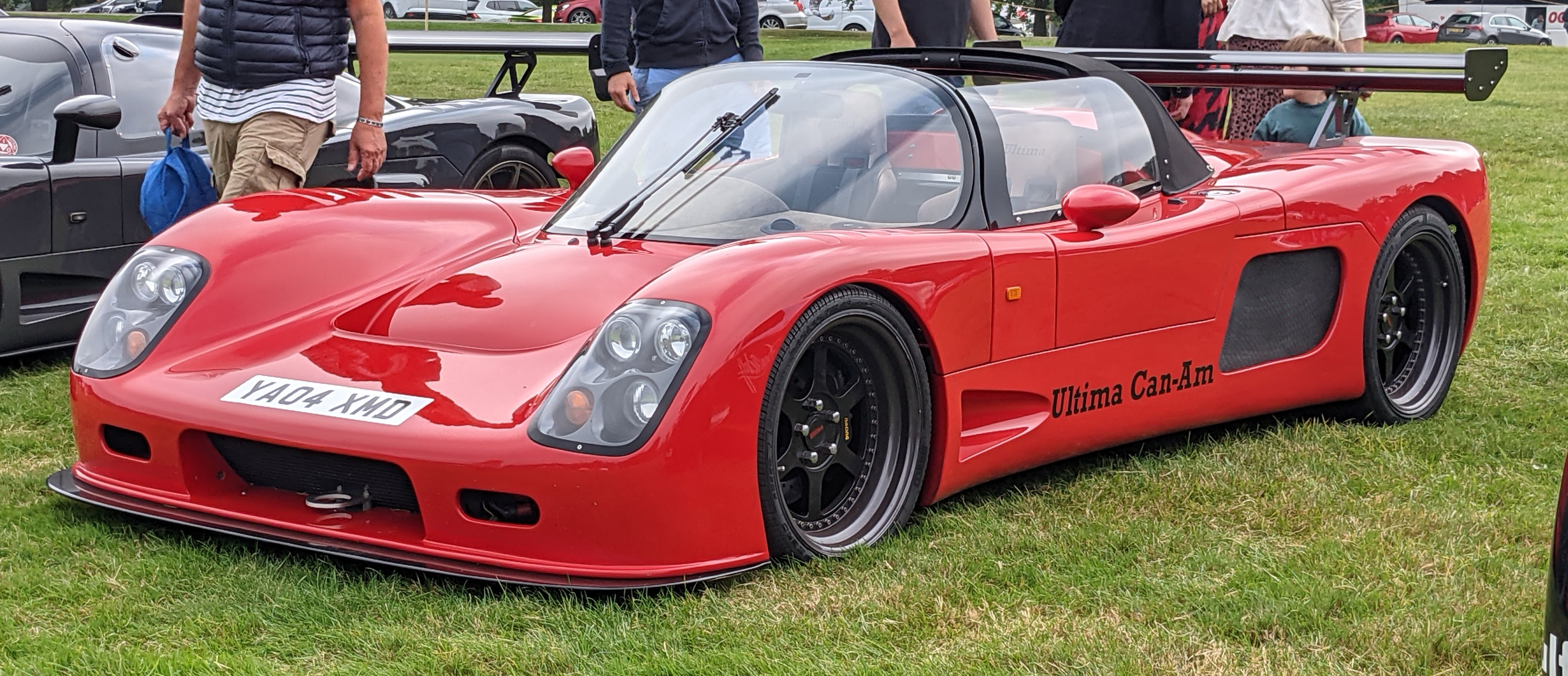
Ultima Can-Am 6.3 2004

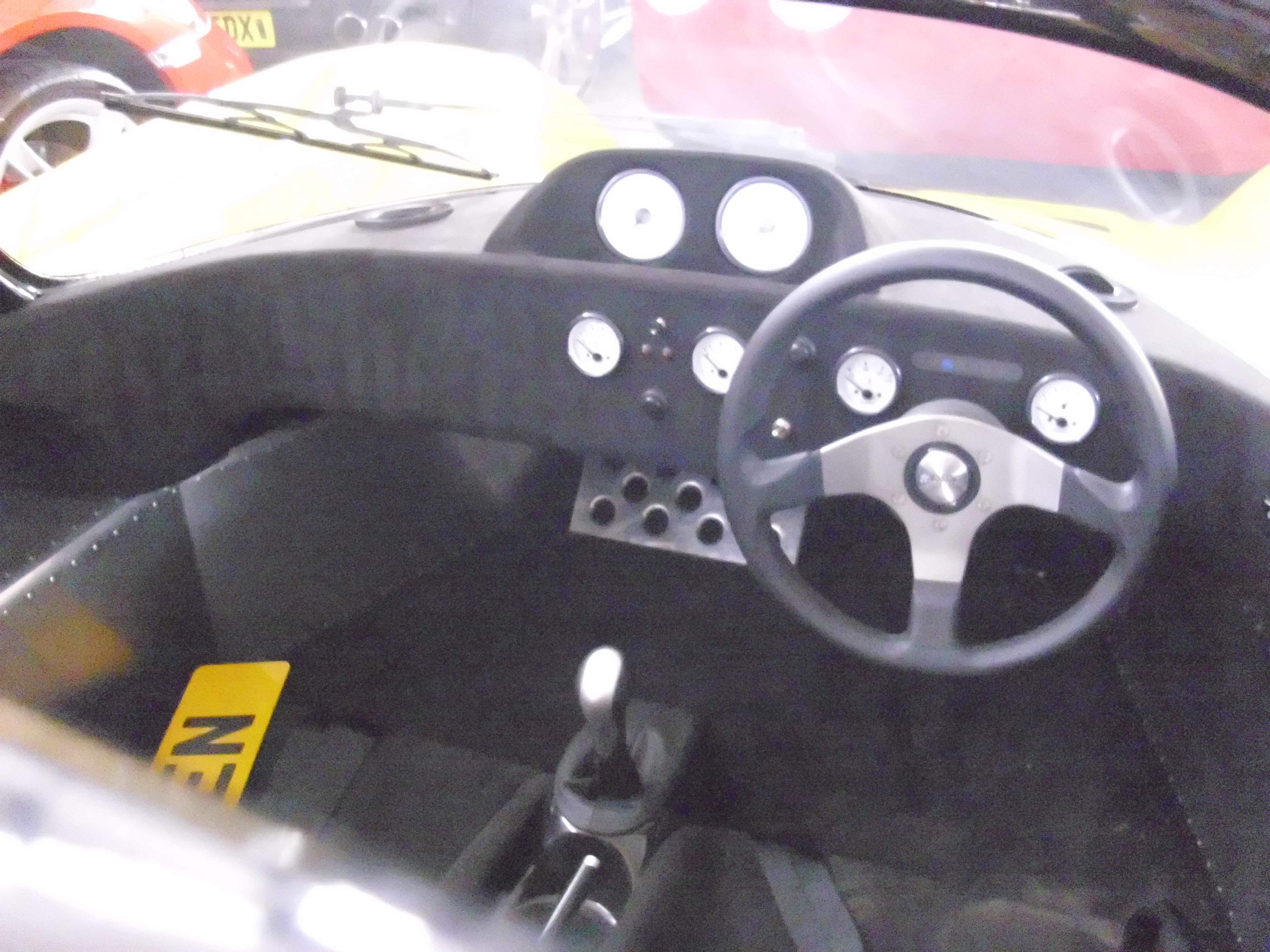

Автомобіль має задній привід, оснащений сталевою просторовою рамою, кузов зроблений зі склопластику. Оскільки Ultima GTR був доступний також як т. зв. «набору» («конструктора»), то всередину можна було поставити найрізноманітніші двигуни та коробки передач, але базовим та оптимальним варіантом вважався 8-клапанний двигун англ. Chevrolet small-block engine та трансмісійне компонування від Porsche або Getrag.
Основні модифікації – Ultima GTR640 та Ultima GTR720, що мають потужність 640 та 720 кінських сил, відповідно, менш поширені – GTR535 та GTR500. При масі 990 кілограмів, Ultima GTR720 має співвідношення потужність-маса 727 кінських сил на тонну, що перевищує аналогічний показник таких відомих автомобілів як Bugatti Veyron, Ferrari Enzo, Ascari A10, Koenigsegg CCX, але не досягає рівня Caparo T1. Шасі Ultima GTR розраховані на встановлення двигуна потужністю до 1000 кінських сил або навіть трохи більше. У 2011 році в румунській автомайстерні Black Falcon Cars була створена модифікація Black Falcon SBC-TT1750 з мотором потужністю до 1750 кінських сил, що працює тільки на гоночному паливі, але допущена до руху на дорогах загального користування. Використовується "115-й бензин", максимальна швидкість модифікації складає 402 км/год.
У 2000 році модель проходила випробування на трасі Top Gear (2820 метрів), де показала результат 1 хвилина 12,8 секунд із середньою швидкістю 139 км/год. Станом на 2016 рік машина займає 6-й рядок у списку автомобілів, що пройшли це випробування (рекорд утримує Lotus T125 з часом 1 хвилина та 3,1 секунди та середньою швидкістю 160 км/год). Пізніше на тій же трасі Ultima GTR покращила свій результат до 1 хвилини 9,9 секунд, але він не був зарахований, оскільки використовувалася модифікація, яка не відповідає кваліфікації (автомобіль повинен знаходитися у вільному продажу, бути придатним для їзди дорогами загального користування, а також може подолати «лежачого поліцейського»).
2006 року заводський автомобіль можна було придбати за 72 000 фунтів стерлінгів, «порожній» — за 45 000 фунтів.

## Двигуни
- 5.7L Ford/Chevrolet Pushrod V8
- 7.0L General Motors LS7 V8
- 6.3L Chevrolet Small-Block V8
- 6.4L American Speed V8
- 7.0L American Speed V8